# Robert de Pauw
Robert de Pauw (Nijmegen, 24 juli 1981) is een Nederlandse voetbaltrainer en voormalig amateur voetballer. Hij won als hoofdtrainer de zilveren medaille met oranje vrouwen onder de 17 en werd in 2021-2022 landskampioen als hoofdtrainer van FC Twente Vrouwen. In 2022 werd hij hoofdtrainer in de Frauen Bundesliga bij Bayer Leverkusen en sinds 2024 was de Pauw werkzaam als hoofdtrainer van de vrouwen van Aston Villa WFC. De Pauw was de eerste Nederlandse hoofdtrainer die werkzaam was in de Frauen Bundesliga. En dit is tevens het geval in de WSL. Robert de Pauw vertrok op 11 december 2024 bij de club uit Engeland. Na teleurstellende resultaten gingen beide partijen uit elkaar.

## Carrière

### Voetbalcarrière
De Pauw kwam als voetballer uit in het Nederlandse Amateurvoetbal. Met SCE Nijmegen werd hij in 1999-2000 kampioen in de 4e Klasse. Hij speelde een jaar bij SV Hatert in de 1e klasse om daarna terug te keren bij S.C.E. Nijmegen in de 3e klasse. Na 2 jaar vertrok hij naar de NEC amateurs waarmee hij kampioen werd in de 3e klasse en in de opvolgende seizoenen promotie afdwong na nacompetitie vanuit de 2e klasse naar de 1e klasse en vanuit de 1e klasse naar de Hoofdklasse. Op 26-jarige leeftijd besloot hij door blessureleed te stoppen met voetballen om zich volledig op zijn trainerscarrière te kunnen focussen.

### Trainerscarrière
Op 13-jarige leeftijd startte de Pauw als trainer door 6 tot 8-jarigen te gaan trainen bij SCE Nijmegen. Hier was zijn vader jeugdcoördinator en zo kreeg hij het trainersvirus te pakken. Hij trainde daar de onder 12 en onder 14. Na zijn overstap als voetballer naar de amateurs van NEC Nijmegen trainde hij daar verschillende elftallen. Hij had daar de jeugdselecties van onder 15, onder 17, onder 19 en onder 23 onder zijn hoede. Met de onder 17 en onder 19 behaalde hij kampioenschappen in respectievelijk de 3e Divisie Landelijk en 2e divisie Landelijk. Zijn trainers talent werd ook door de profs van NEC Nijmegen opgemerkt en hierdoor was hij in deze periode ook werkzaam bij de voetbal Academie van NEC. De Pauw trainde hier in samenwerking met andere trainers de onder 12, onder 14, onder 15 en onder 17 in verschillende trainers rollen.
Na zijn lange periode bij NEC Nijmegen was hij in het seizoen 2013-2014 hoofdtrainer van de mannen van SV Orion (voetbal). Met SV Orion werd hij kampioen in de 3e Klasse. Al tijdens dit seizoen klopten de NEC amateurs weer bij hem aan om hoofdtrainer te worden in de Hoofdklasse van het amateurvoetbal. Dat seizoen bij de NEC amateurs was voor de Pauw minder succesvol, na een zwaar seizoen met nacompetitie volgde degradatie uit de hoofdklasse.
In mei 2017 werd maakte de Pauw de overstap naar het vrouwenvoetbal en werd hij aangesteld als hoofdtrainer van Achilles '29. Door de grote financiële problemen van de club bleef het daar enkel bij het seizoen 2017/18. De Pauw werd in het opvolgende seizoen aangesteld als trainer van Nederland -17, waarmee hij deelnam aan het EK 2019. De Pauw leidde zijn team naar de finale, waarin Duitsland -17 na penalty's te sterk was. De Pauw baarde in de finale opzien door voor de penaltyserie een ''van Gaaltje'' te doen en de keepers te wisselen. De ingevallen keepster Lisan Alkemade pareerde 3 penalty's maar het team was onvoldoende efficient in nemen van de eigen penalty's. Hierdoor was de zilveren medaille het eindresultaat. Nikita Tromp uit deze lichting werd uitgeroepen tot het grootste talent van Europa en Esmee Brugts eindigde bij FC Barcelona. De Pauw combineerde zijn werkzaamheden als hoofdtrainer van de KNVB onder 17 met die van assistent trainer van de KNVB onder 16 en KNVB onder 23. Waar hij met de grootste Nederlandse talenten werkte.
In 2020 werd de Pauw aangesteld als de nieuwe trainer van vrouwen topclub FC Twente. Hij volgde de Duitse trainer Tommy Stroot op bij de club uit Enschede. Met de Tukkers wist de Pauw kampioen te worden van de Vrouwen Eredivisie in het seizoen 2021/22 en ook de Eredivisie Cup werd gewonnen. Zijn Ubuntu filosofie werd breed uitgemeten in de media. En spelers als Fenna Kalma, Kerstin Casparij, Kayleigh van Dooren, Marisa Olislagers, Caitlin Dijkstra, Daphne van Domselaar en later ook Wieke Kaptein debuteerden in het Nederlands elftal. Ondanks de successen verliet de Pauw de club uit Enschede alweer na een seizoen doordat er onvoldoende klik was tussen hem en een deel van de spelersgroep. Er wachtte een nieuwe uitdaging op hem in het buitenland.
In de zomer van 2022 vond de Pauw in het Duitse Bayer 04 Leverkusen zijn nieuwe werkgever. Hier trok hij landgenoten Jill Baijings en Eva van Deursen aan. In zijn 2e seizoen voegden ook Janou Levels en assistent trainster Jessie van den Broek zich bij hem in Leverkusen. In zijn eerste seizoen leidde hij de club uit Leverkusen naar de vijfde plaats. Dit was een evenaring van het clubrecord en de club behaalde voor het eerst in hun historie een positief doelsaldo in de twee opvolgende seizoenen. Tevens ontwikkelden veel speelsters zich tot (jeugd) internationals voor hun land. In het seizoen 2023/24 behaalde het team de zesde plaats. Na dit seizoen liet de Pauw Duitsland achter zich. De Pauw was de eerste Nederlandse trainer die tekende in de Frauen Bundesliga.
Op 29 juni 2024 tekende de Pauw een 3-jarig contract met de optie voor nog een extra jaar bij het Engelse Aston Villa WFC. Met de club uit Birmingham komt de Pauw uit in de Super League en heeft hij de Nederlandse speelsters Jill Baijings en Chasity Grant onder zijn hoede. Ook in Engeland was hij als eerste Nederlandse trainer werkzaam in de WSL. Na een halfjaar werd De Pauw wegens tegenvallende resultaten ontslagen door de Engelse club.

## Persoonlijk
Robert de Pauw is afkomstig uit Nijmegen waar hij samen woont met zijn vriendin. De Pauw is vader van een dochter. Naast zijn werkzaamheden in het voetbal heeft de Pauw een bachelor in Social Work en is hij 11,5 jaar werkzaam geweest als ambulant hulpverlener in gezinnen bij de jeugdhulpverleningsorganisatie Entrea. Zijn startende dienstverband bij de KNVB maakten een einde aan zijn carrière in de jeugdhulpverlening.

## Erelijst
| Nationaal                   |    |         |
| Kampioen Vrouwen Eredivisie | 1x | 2021/22 |
| Eredivisie Cup              | 1x | 2021/22 |